# سیارک ۱۴۱۱۵
سیارک ۱۴۱۱۵ (به انگلیسی: 14115 Melaas، نامگذاری:1998QO36) چهارده هزار و صد و پانزدهمین سیارک کشف شده‌است که در ۱۷ اوت ۱۹۹۸ کشف شد.
قدر مطلق سیارک برابر ۱۴.۱ است.